# Mezzana (piève)
Pour les articles homonymes, voir Mezzana.
Mezzana (en corse : Mizana /miʣˈʣana/) est une ancienne piève de Corse. Située dans le sud-ouest de l'île, elle relevait de la province d'Ajaccio sur le plan civil et du diocèse d'Ajaccio sur le plan religieux.

## Géographie
La piève de Mezzana correspond au territoire des communes suivantes :	
- Afa
- Valle-di-Mezzana
- Sarrola-Carcopino
- Tavaco
- Peri
- Cuttoli-Corticchiato.

Les pièves limitrophes de Mezzana sont :

## Histoire
Au XVIe siècle vers 1520, la piève de Mezzana avait pour lieux habités :
- Sarla : Sarrola ;
- Carcopino : Carcopino, hameau de Sarrola ;
- la Punta ;
- Londella : Ondella, hameau de Valle-di-Mezzana ;
- lo Cazille : Casile, quartier de Valle-di-Mezzana ;
- lo Pogiale : Poggiale, quartier central de Valle-di-Mezzana ;
- Opapu : Opapu, quartier de Valle-di-Mezzana.

En 1772, les communautés de Peri, Cuttoli-Corticchiato et Tavaco sont intégrées à la piève de Mezzana.
La piève de Mezzana devient en 1790 le canton de Mezzana, qui prend en 1828 le nom de canton de Sarrola-Carcopino.
En 1851, Sarrola-Carcopino et Bocognano cèdent des terrains dans la vallée de la Gravona pour la création de la commune d'Afa.